# كارلوس تشيكا
كارلوس تشيكا (بالإسبانية: Carlos Checa)‏ مواليد 15 أكتوبر 1972 في برشلونة، هو متسابق دراجات نارية إسباني سابق فاز ببطولة العالم للسوبربايك. نافس في سباقات بطولة العالم لفئة 500 سي سي ولفئة 250 سي سي ولفئة 125 سي سي ولفئة 50 سي سي. كما شارك في بطولة العالم للموتو جي بي.

## البطولات
- بطولة العالم للسوبربايك 2011

## وصلات خارجية
- كارلوس تشيكا على موقع MotoGP.com (الإنجليزية)
- كارلوس تشيكا على موقع WorldSBK.com (الإنجليزية)

- الموقع الإلكتروني